# Séranvillers-Forenville
Séranvillers-Forenville est une commune française, située dans le département du Nord en région Hauts-de-France.

## Géographie

### Communes limitrophes
| Niergnies              | Awoingt                 |         |
| Crèvecœur-sur-l'Escaut | Séranvillers-Forenville | Wambaix |
| Lesdain                |                         | Esnes   |

### Hydrographie

#### Réseau hydrographique
La commune est située dans le bassin Artois-Picardie. Elle est drainée par la Séranvillers-Forenville,.

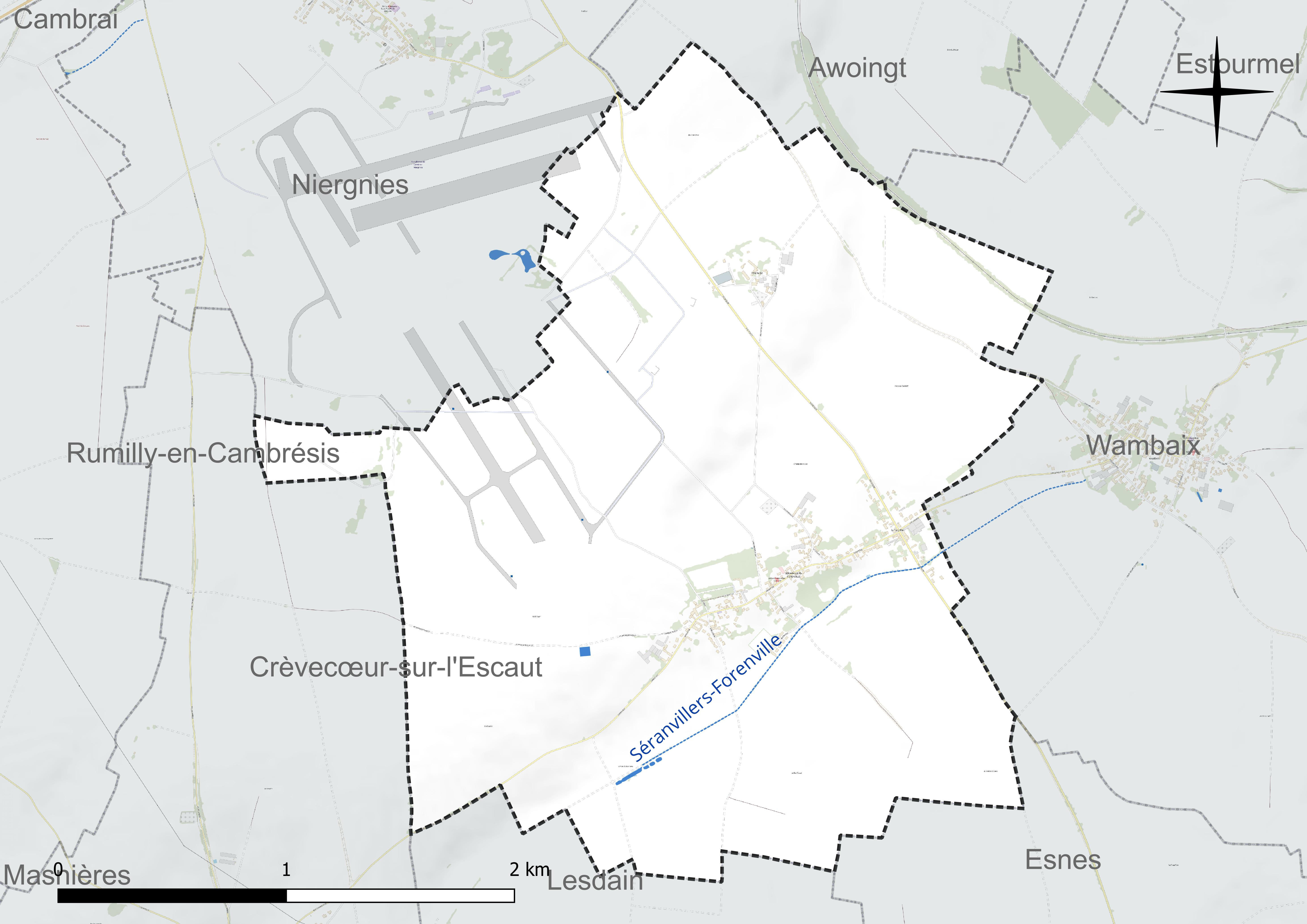
Réseau hydrographique de Séranvillers-Forenville.

#### Gestion et qualité des eaux
Le territoire communal est couvert par le schéma d'aménagement et de gestion des eaux (SAGE) « Escaut ». Ce document de planification concerne un territoire de 2 005 km2 de superficie, délimité par le bassin versant de l'Escaut. Le périmètre a été arrêté le 9 juin 2006 et le SAGE proprement dit a été approuvé le 13 juillet 2021. La structure porteuse de l'élaboration et de la mise en œuvre est le syndicat mixte Escaut et Affluents (SyMEA). 
La qualité des cours d'eau peut être consultée sur un site dédié géré par les agences de l'eau et l'Agence française pour la biodiversité. 

### Climat
Pour des articles plus généraux, voir Climat des Hauts-de-France et Climat du Nord.
En 2010, le climat de la commune est de type climat océanique dégradé des plaines du Centre et du Nord, selon une étude du CNRS s'appuyant sur une série de données couvrant la période 1971-2000. En 2020, Météo-France publie une typologie des climats de la France métropolitaine dans laquelle la commune est exposée à un climat océanique et est dans la région climatique  Nord-est du bassin Parisien, caractérisée par un ensoleillement médiocre, une pluviométrie moyenne régulièrement répartie au cours de l'année et un hiver froid (3 °C).
Pour la période 1971-2000, la température annuelle moyenne est de 10,2 °C, avec une amplitude thermique annuelle de 14,8 °C. Le cumul annuel moyen de précipitations est de 718 mm, avec 11,8 jours de précipitations en janvier et 8,9 jours en juillet. Pour la période 1991-2020, la température moyenne annuelle observée sur la station météorologique la plus proche, située sur la commune d'Épehy à 17 km à vol d'oiseau, est de 10,6 °C et le cumul annuel moyen de précipitations est de 752,8 mm,. Pour l'avenir, les paramètres climatiques de la commune estimés pour 2050 selon différents scénarios d'émission de gaz à effet de serre sont consultables sur un site dédié publié par Météo-France en novembre 2022.

## Urbanisme

### Typologie
Au 1er janvier 2024, Séranvillers-Forenville est catégorisée commune rurale à habitat dispersé, selon la nouvelle grille communale de densité à sept niveaux définie par l'Insee en 2022.
Elle est située hors unité urbaine. Par ailleurs la commune fait partie de l'aire d'attraction de Cambrai, dont elle est une commune de la couronne,. Cette aire, qui regroupe 64 communes, est catégorisée dans les aires de 50 000 à moins de 200 000 habitants,.

### Occupation des sols
L'occupation des sols de la commune, telle qu'elle ressort de la base de données européenne d'occupation biophysique des sols Corine Land Cover (CLC), est marquée par l'importance des territoires agricoles (76,7 % en 2018), une proportion sensiblement équivalente à celle de 1990 (77,4 %). La répartition détaillée en 2018 est la suivante : 
terres arables (76,7 %), zones industrielles ou commerciales et réseaux de communication (18,6 %), zones urbanisées (4,7 %). L'évolution de l'occupation des sols de la commune et de ses infrastructures peut être observée sur les différentes représentations cartographiques du territoire : la carte de Cassini (XVIIIe siècle), la carte d'état-major (1820-1866) et les cartes ou photos aériennes de l'IGN pour la période actuelle (1950 à aujourd'hui).

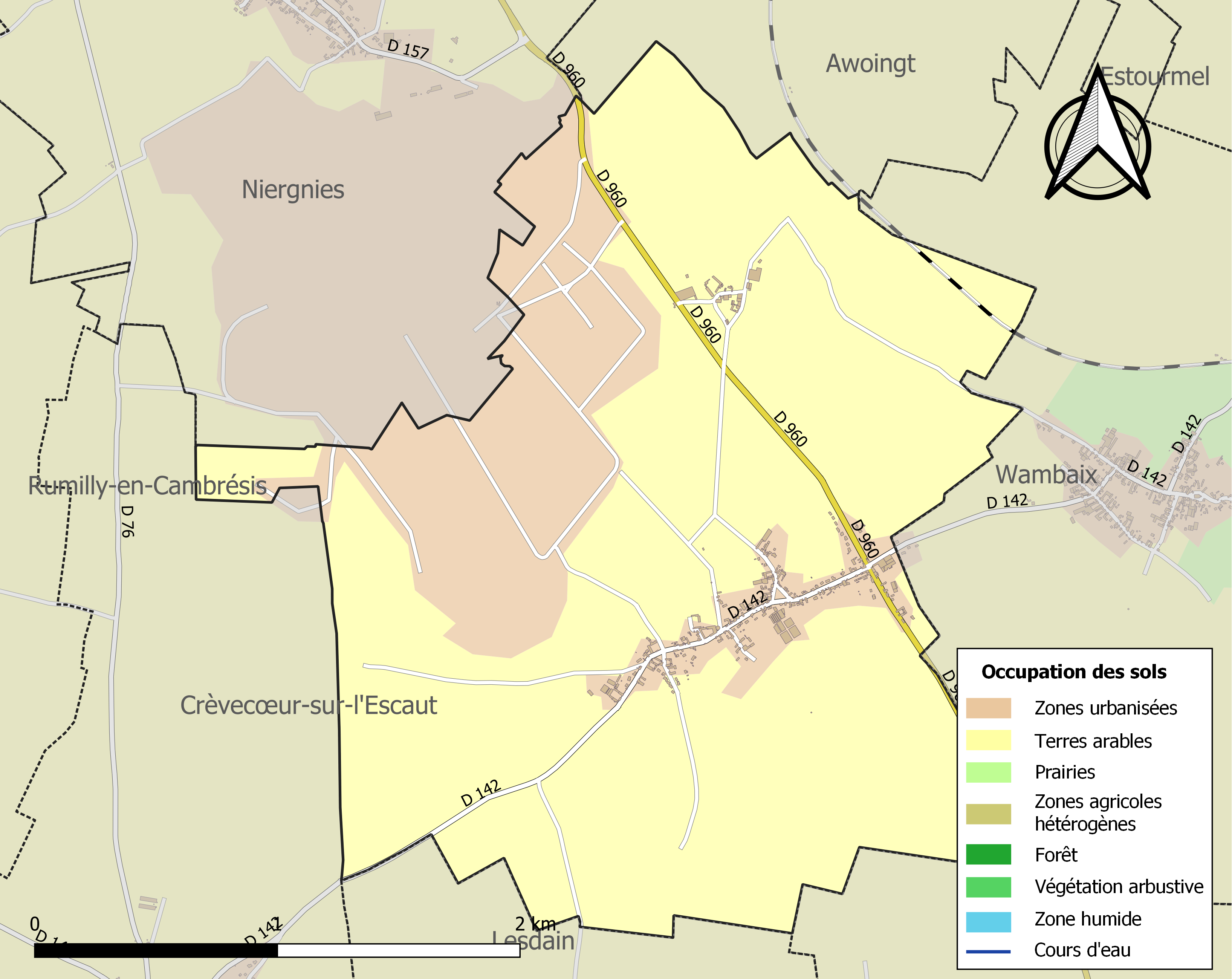
Carte des infrastructures et de l'occupation des sols de la commune en 2018 (CLC).

### Voies de communication et transports
La commune est desservie par le réseau de transports urbains de la Communauté d'agglomération de Cambrai appelé TUC (Transports Urbains du Cambrésis), par la ligne 12,.

## Histoire
Les communes de Séranvillers et de Forenville fusionnent en 1964 pour former Séranvillers-Forenville.
La centrale solaire photovoltaïque de Niergnies-Séranvillers-Forenville est inaugurée totalement achevée le 21 septembre 2021.

## Politique et administration

### Séranvillers
Maire de 1802 à 1807 : Célestin Grebert,.

### Séranvillers-Forenville
| Période                                  | Période                       | Identité                          | Étiquette    | Qualité                                                                                                  |
| ---------------------------------------- | ----------------------------- | --------------------------------- | ------------ | --- |
| Les données manquantes sont à compléter. |                               |                                   |              | |
| mars 1977                                | mars 2008                     | Claude Pringalle                  | RPR puis UMP | Horticulteur Député du Nord (1977 → 1981 et 1993 → 1997) Conseiller général de Cambrai-Est (1973 → 2004) |
| mars 2008                                | En cours (au 19 janvier 2021) | Marie-Bernadette Buisset-Lavalard | SE           | Réélue pour le mandat 2014-2020                                                                          |

Séranvillers-Forenville fait partie de la Communauté d'agglomération de Cambrai.

### Politique environnementale
La protection et la mise en valeur de l'environnement font partie des compétences optionnelles de la communauté d'agglomération de Cambrai à laquelle appartient Séranvillers-Forenville.

## Population et société

### Démographie

#### Évolution démographique
L'évolution du nombre d'habitants est connue à travers les recensements de la population effectués dans la commune depuis 1793. Pour les communes de moins de 10 000 habitants, une enquête de recensement portant sur toute la population est réalisée tous les cinq ans, les populations de référence des années intermédiaires étant quant à elles estimées par interpolation ou extrapolation. Pour la commune, le premier recensement exhaustif entrant dans le cadre du nouveau dispositif a été réalisé en 2005.

En 2022, la commune comptait 417 habitants, en évolution de +3,22 % par rapport à 2016 (Nord : +0,51 %, France hors Mayotte : +2,11 %).
| 1793 | 1800 | 1806 | 1821 | 1831 | 1836 | 1841 | 1846 | 1851 |
| ---- | ---- | ---- | ---- | ---- | ---- | ---- | ---- | ---- |
| 424  | 448  | 473  | 509  | 572  | 605  | 570  | 518  | 442  |

| 1856 | 1861 | 1866 | 1872 | 1876 | 1881 | 1886 | 1891 | 1896 |
| ---- | ---- | ---- | ---- | ---- | ---- | ---- | ---- | ---- |
| 515  | 552  | 592  | 552  | 527  | 464  | 414  | 384  | 414  |

| 1901 | 1906 | 1911 | 1921 | 1926 | 1931 | 1936 | 1946 | 1954 |
| ---- | ---- | ---- | ---- | ---- | ---- | ---- | ---- | ---- |
| 351  | 328  | 292  | 228  | 220  | 216  | 206  | 179  | 189  |

| 1962 | 1968 | 1975 | 1982 | 1990 | 1999 | 2005 | 2006 | 2010 |
| ---- | ---- | ---- | ---- | ---- | ---- | ---- | ---- | ---- |
| 155  | 265  | 267  | 324  | 327  | 309  | 287  | 284  | 330  |

| 2015 | 2020 | 2022 | - | - | - | - | - | - |
| ---- | ---- | ---- | - | - | - | - | - | - |
| 400  | 416  | 417  | - | - | - | - | - | - |

#### Pyramide des âges
La population de la commune est relativement jeune.
En 2018, le taux de personnes d'un âge inférieur à 30 ans s'élève à 36,3 %, soit en dessous de la moyenne départementale (39,5 %). À l'inverse, le taux de personnes d'âge supérieur à 60 ans est de 21,7 % la même année, alors qu'il est de 22,5 % au niveau départemental.
En 2018, la commune comptait 209 hommes pour 204 femmes, soit un taux de 50,61 % d'hommes, largement supérieur au taux départemental (48,23 %).
Les pyramides des âges de la commune et du département s'établissent comme suit.
| Hommes | Classe d’âge | Femmes |
| ------ | ------------ | ------ |
| 0,9    | 90 ou +      | 0,5    |
| 3,3    | 75-89 ans    | 9,3    |
| 14,7   | 60-74 ans    | 14,6   |
| 18,5   | 45-59 ans    | 20,5   |
| 22,7   | 30-44 ans    | 22,4   |
| 16,1   | 15-29 ans    | 12,7   |
| 23,7   | 0-14 ans     | 20,0   |

| Hommes | Classe d’âge | Femmes |
| ------ | ------------ | ------ |
| 0,5    | 90 ou +      | 1,4    |
| 5,3    | 75-89 ans    | 8,1    |
| 14,8   | 60-74 ans    | 16,2   |
| 19,1   | 45-59 ans    | 18,4   |
| 19,5   | 30-44 ans    | 18,7   |
| 20,7   | 15-29 ans    | 19,1   |
| 20,2   | 0-14 ans     | 18     |

### Sports
- Club de football OSSF (Omnisports Séranvillers-Forenville)

## Culture locale et patrimoine

### Lieux et monuments
- Forenville Military Cemetery, face au cimetière de Forenville.
- Un calvaire, situé chemin de Paille, restauré à l'été 2025 et béni le 16 août[27].

### Fête communale
La fête communale de Séranvillers-Forenville a lieu le Jeudi de l'Ascension.

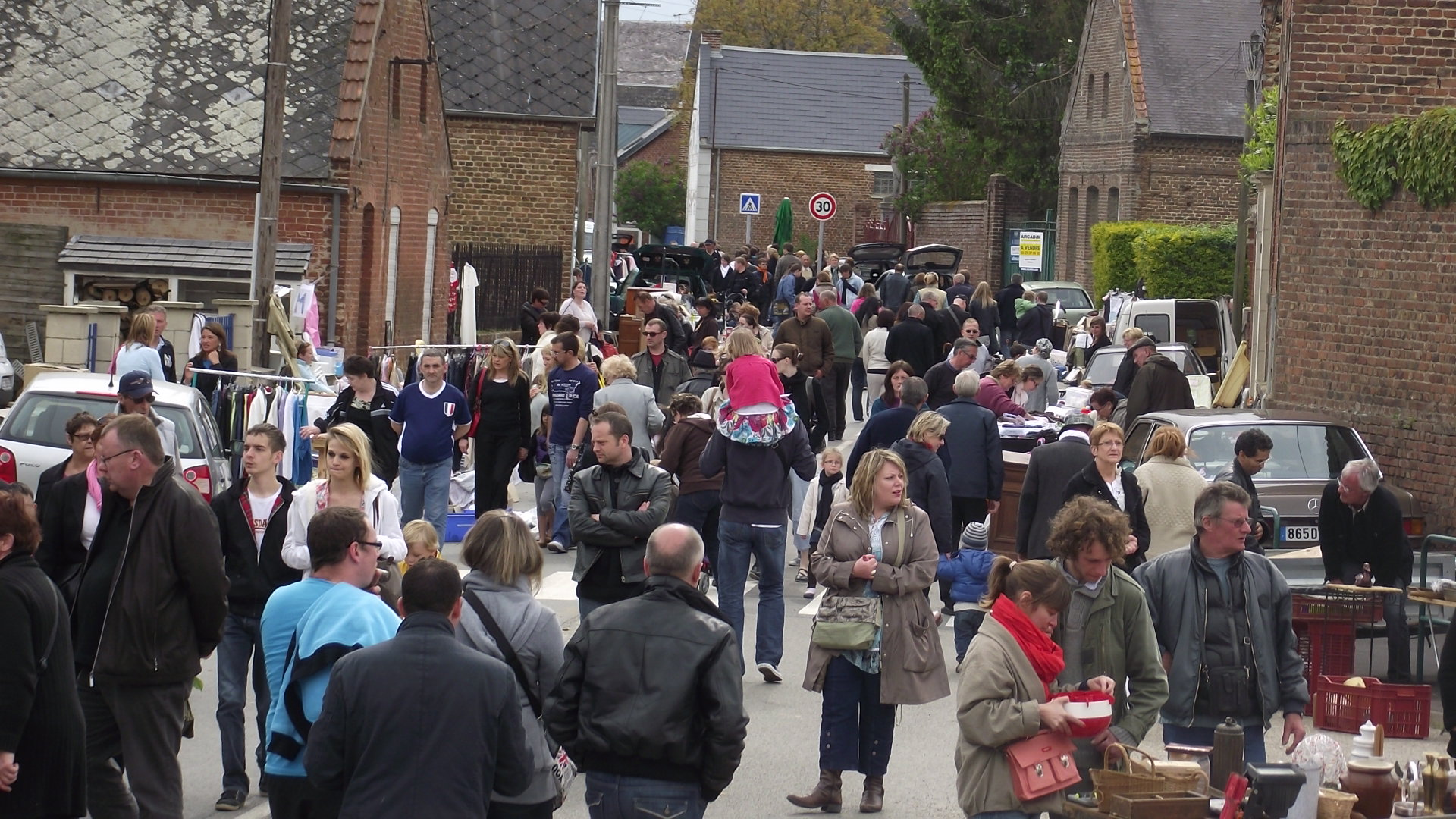
La foule de 2012
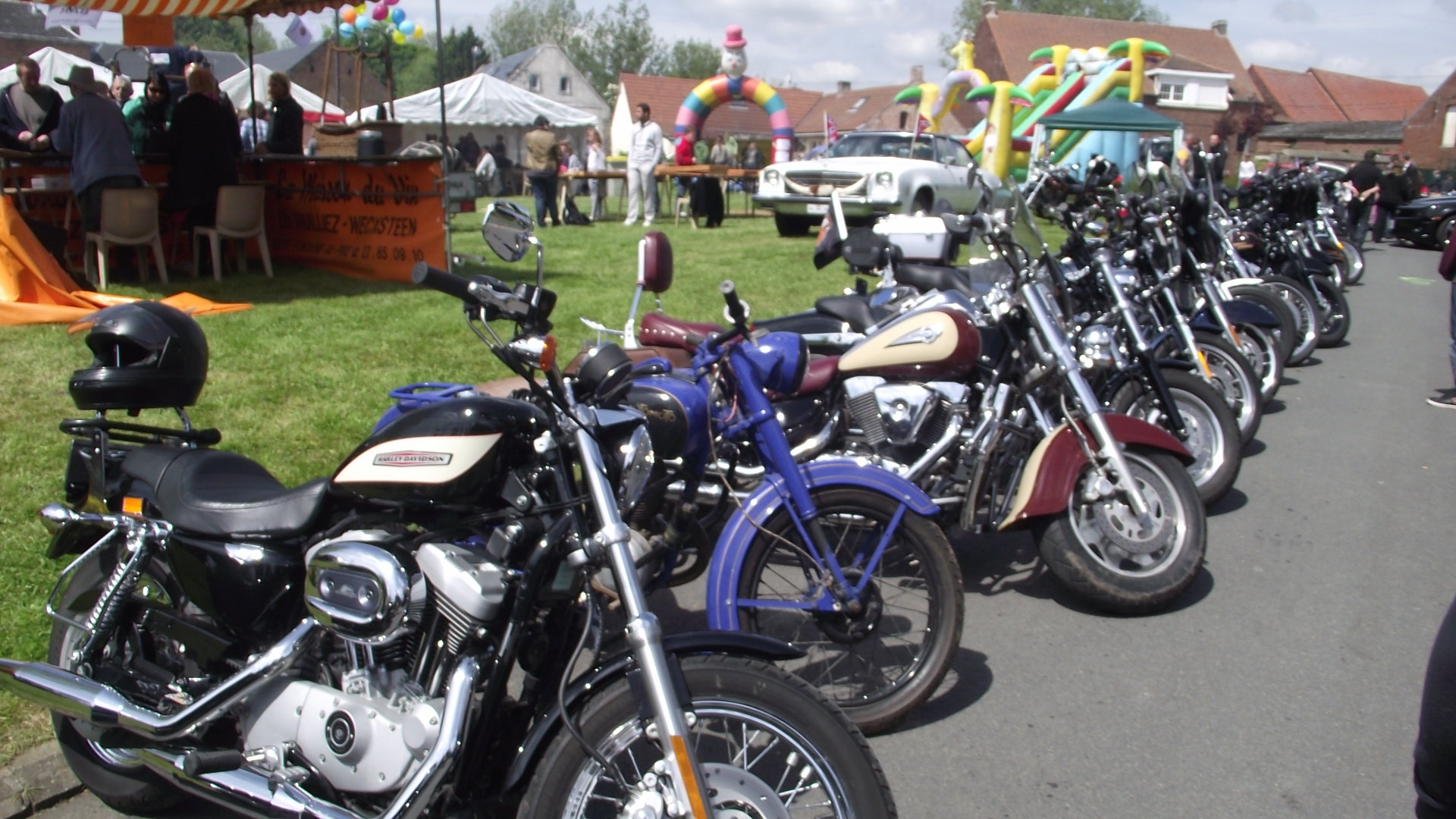
De nombreux motards présents

### Héraldique
- Blason de Séranvillers, ce sont les armoiries de la famille Foullon[28] :

D'azur au chevron d'or, accompagné en chef de deux étoiles à six rais et en pointe d'une quintefeuille du même.
- Blason de Forenville, ce sont les armoiries de la famille d'Esnes, anciens seigneurs de la commune[28]

De sable à dix losanges accolées et aboutées d'argent, 3, 3, 3 et 1. 

## Pour approfondir